# El último truco. Emilio Ruiz del Río
El último truco. Emilio Ruiz del Río és una pel·lícula documental espanyola del 2008 dirigida per Sigfrid Monleón.

## Sinopsi
El documental tracta sobre Emilio Ruiz del Río, un mestre dels efectes visuals que ha treballat a pel·lícules com Dune, Doctor Jivago, Conan el Bàrbar, La niña de tus ojos o El laberinto del fauno i ha guanyat tres Goya a la millor direcció artística. En un llarga entrevista parla des del seu primer treball el 1942 fins a la seva última contribució el 2007, descrivint l'ús de trampes com les miniatures en primer pla, trets de vidre, miniatures retallades i maquetes corpòries, tant fixes com mòbils (trens, ponts llevadissos, vaixells). També hi ha entrevistes a d'altres professionals del cinema com Rafaela de Laurentiis, Ray Harryhausen, Guillermo del Toro, Enzo Castellari, David Lynch, Richard Lester, Charlton Heston i Fernando Trueba.

## Nominacions
Fou nominada al Goya a la millor pel·lícula documental el 2009.